# 1974 Голяма награда на Швеция
1974 Голямата награда на Швеция е 2-рото за Голямата награда на Швеция и е 7-и кръг от сезон 1974 във Формула 1, провежда се на 6 юни 1974, на пистата Скандинавиън Рейсуей, Швеция.

## Репортаж
Организаторите решиха да дадат право на 27 състезатели да участват в състезанието като отборите на Токен, Троян и Еймън не бяха поканени. Те обаче поканиха финландският състезател Лео Кинунен да направи своето първо участие във Формула 1. Кинунен нае Съртис TS16 за своя частен отбор, планирайки да участва в няколко състезания. Другият частен отбор, който е поканен е този на Голди Хексагон, докато при заводските отбори настъпиха промени. Ханс-Йоахим Щук реши да не вземе участие за това състезание като вместо това фокусира вниманието си във Формула 2, където по същото време се провежда състезание в Хокенхаймринг. На мястото на германеца е нает Райн Визел.
БРМ намалиха пилотите си временно на двама, след като отборът реши да даде почивка на Франсоа Миго. Вместо това на Анри Пескароло му е дадена възможността да кара втория P201, редом до Жан-Пиер Белтоаз. Брайън Редмън отхвърли офертата на Шадоу да кара за тях за останалите състезания за сезон 1974, и вместо това концентрира вниманието си в американската Формула 5000. За това състезание отборът нае Бертил Роос, родения от САЩ швед, който има в кариерата си шампионска титла в американските Супер-Вий за 1973. Артуро Мерцарио си нарани пръста си по време на състезанието за 1000 км на Имола, карайки за заводския отбор на Алфа Ромео. Италианецът е заменен в тима на Исо Марлборо от бившия пилот на Брабам Ричард Робартс, докато Том Белсьо се завърна в тима, карайки втория болид.

### Квалификация
Тирел потвърдиха завръщането си в челото като Патрик Депайе записа първата си пол-позиция в своята кариера, три десети по-бърз от съотборника си Джоди Шектър. Ферари-тата на Ники Лауда и Клей Регацони окупираха втората редица пред Рони Петерсон и Джеймс Хънт. Джаки Икс, Жан-Пиер Жарие, Емерсон Фитипалди и Карлос Ройтеман окупираха останалите места от седма до десета позиция. Кинунен и Верн Шупан не успяха да намерят място за състезанието, след като останаха зад 27-а позиция.

### Състезание
Времето в неделя не е благосклонно за пилотите в ранните сутрешни часове, по постепенно се подобри два часа преди състезанието. Ситуацията при Уилямс обаче се усложнило след като болидът на Белсьо счупи окачване по време на сутрешната тренировка. В защита на главния им спонсор Марлборо, той взе болида предназначен за Робартс като англичанина остана зрител, но вместо това Кинунен е повикан за участие в състезанието.
Депайе направи лош старт, от който се възползваха Шектър и Петерсон, докато зад тях БРМ на Пескароло се възпламени, вероятно от гръмнал двигател а Шупан, който се върна в колоната по време на загрявачната обиколка, за да бъде в готовност като първа резерва, стартирайки с тях без някой да го сигнализира за това в боксовете. Зад Депайе се намираха Лауда, Регацони, Ройтеман, Хънт, Жарие, Икс, Фитипалди, Майк Хейлууд и Дени Хълм.
Дебютът на Роос продължило само обиколка, преди да напусне със счупена скоростна кутия, следван по-късно от Белтоаз с проблем в двигателя. Шектър се откъсна от Лотус-а на Петерсон, който водеше групата преследвачи до 11-ия Хейлууд. Англичанинът обаче получи теч в маслото в шестата обиколка, което е отново разочарован уикенд за третия пилот на Макларън.
Три обиколки по-късно местните фенове останаха разочаровани, след като Петерсон отпадна с повреда по задната полуоска като по-същото време Кинунен напусна надпреварата с повреда в двигателя. Макар в състезанието да липсват много изпреварвания, Виторио Брамбила (от 17-а позиция) успя да се откъсне от средата на колоната и вече диша във врата на главната преследваческа група. Настъпиха още промени в класирането – Ройтеман влезе в бокса за да потвърди на механиците си, че има ниско налягане в горивото, преди да видят че има теч в маслото, докато Икс отпадна с електрически проблеми, Паче спря заради неизправностите по управлението на неговия Съртис, а Регацони е първия от главните лидери да отпадне с проблем в скоростната кутия.
Лауда също имаше проблеми, след като задното окачване се разпадна, което принуди пилотите на Тирел да се откъснат напред, докато намиращия се на четвърта позиция Хескет на Джеймс Хънт се приближаваше до Ферари-то на австриеца, но само на завоите. Фитипалди и Хълм станаха лесна плячка на оранжевия Марч на Брамбила, докато Жарие по погрешка активира пожарогасителя си, която е причината той остане зад Брамбила. Визел се бореше с Джон Уотсън за девета позиция, преди северно-ирландеца да спука гума, давайки позицията на Визел. Късметът обаче изневери на шведа, след като задното му окачване се повреди като същия проблем сполети на Хълм и Йохен Мас по-рано в състезанието.
Състезанието на Лауда приключи в 70-а обиколка след като задната част на болида изцяло повреди окачването, пращайки Хънт на трета позиция. Пилотът на Хескет се опита да догони двата Тирел-а, но обиколките оставащи до финала не позволиха на англичанина да се бори за по-добро от трето място.
Така и стана, след като Шектър пресече финала за своята първа победа в неговата кариера (както и първа за южно-африканец) и първа за Тирел след победата на Джеки Стюарт в Нюрбургринг преди година. Депайе направи победата двойна с второто място, докато Хънт регистрира третия си подиум в неговата кариера. Фитипалди остана четвърти, докато Жарие изпревари Брамбила за петата позиция, след като Марч-а на италианеца повреди двигателя в последната обиколка. Вместо това Греъм Хил пресече финала шести за първата си точка като главен директор на отбор, следван от съотборника си Гай Едуардс. Белсьо, Рики фон Опел и Уотсън бяха останалите финиширали състезанието без Шупан който е дисквалифициран, след като организаторите решиха че той няма право да участва в състезанието, а новозеландеца против правилата излезе на трасето, макар и маршалите имаха малка вина за това.
| Поз | No | Пилот             | Конструктор      | Обиколки | Време/Отпадане  | Място | Точки |
| --- | -- | ----------------- | ---------------- | -------- | --------------- | ----- | ----- |
| 1   | 3  | Джоди Шектър      | Тирел-Форд       | 80       | 1:58:31.391     | 2     | 9     |
| 2   | 4  | Патрик Депайе     | Тирел-Форд       | 80       | + 0.380         | 1     | 6     |
| 3   | 24 | Джеймс Хънт       | Хескет-Форд      | 80       | + 3.325         | 6     | 4     |
| 4   | 5  | Емерсон Фитипалди | Макларън-Форд    | 80       | + 53.507        | 9     | 3     |
| 5   | 17 | Жан-Пиер Жарие    | Шедоу-Форд       | 80       | + 1:16.403      | 8     | 2     |
| 6   | 26 | Греъм Хил         | Лола-Форд        | 79       | + 1 Об.         | 15    | 1     |
| 7   | 27 | Гай Едуардс       | Лола-Форд        | 79       | + 1 Об.         | 18    |       |
| 8   | 21 | Том Белсьо        | Исо Малборо-Форд | 79       | + 1 Об.         | 21    |       |
| 9   | 8  | Рики фон Опел     | Брабам-Форд      | 79       | + 1 Об.         | 20    |       |
| 10  | 10 | Виторио Брамбила  | Марч-Форд        | 78       | Двигател        | 17    |       |
| 11  | 28 | Джон Уотсън       | Брабам-Форд      | 77       | + 3 Об.         | 14    |       |
| ДКФ | 22 | Верн Шупан        | Инсайн-Форд      | 77       | Дисквалифициран | 26    |       |
| Отп | 12 | Ники Лауда        | Ферари           | 70       | Ск.кутия        | 3     |       |
| Отп | 9  | Райн Визел        | Марч-Форд        | 59       | Окачване        | 16    |       |
| Отп | 6  | Дени Хълм         | Макларън-Форд    | 56       | Окачване        | 12    |       |
| Отп | 19 | Йохен Мас         | Съртис-Форд      | 53       | Окачване        | 22    |       |
| Отп | 7  | Карлос Ройтеман   | Брабам-Форд      | 30       | Теч-масло       | 10    |       |
| Отп | 2  | Джаки Икс         | Лотус-Форд       | 27       | Двигател        | 7     |       |
| Отп | 11 | Клей Регацони     | Ферари           | 24       | Ск.кутия        | 4     |       |
| Отп | 18 | Карлос Паче       | Съртис-Форд      | 15       | Управление      | 24    |       |
| Отп | 1  | Рони Петерсон     | Лотус-Форд       | 8        | Полуоска        | 5     |       |
| Отп | 23 | Лео Кинунен       | Съртис-Форд      | 8        | Двигател        | 25    |       |
| Отп | 33 | Майк Хейлууд      | Макларън-Форд    | 5        | Теч-гориво      | 11    |       |
| Отп | 14 | Жан-Пиер Белтоаз  | БРМ              | 3        | Двигател        | 13    |       |
| Отп | 16 | Бертил Роос       | Шедоу-Форд       | 2        | Ск.кутия        | 23    |       |
| Отп | 15 | Анри Пескароло    | БРМ              | 0        | Огън            | 19    |       |
| НКв | 20 | Ричард Робартс    | Исо Малборо-Форд |          |                 |       |       |

## Класирането след състезанието
| Поз | Пилот             | Точки |
| --- | ----------------- | ----- |
| 1   | Емерсон Фитипалди | 27    |
| 2   | Клей Регацони     | 22    |
| 3   | Ники Лауда        | 21    |
| 4   | Джоди Шектър      | 21    |
| 5   | Дени Хълм         | 11    |
| 6   | Рони Петерсон     | 10    |
| 7   | Жан-Пиер Белтоаз  | 10    |
| 8   | Патрик Депайе     | 10    |

| Поз | Конструктор   | Точки |
| --- | ------------- | ----- |
| 1   | Макларън-Форд | 40    |
| 2   | Ферари        | 30    |
| 3   | Тирел-Форд    | 25    |
| 4   | Лотус-Форд    | 13    |
| 5   | Брабам-Форд   | 10    |
| 6   | БРМ           | 10    |
| 7   | Шадоу-Форд    | 6     |
| 8   | Марч-Форд     | 5     |